# Arenaria euodonta
Arenaria euodonta är en nejlikväxtart som beskrevs av William Wright Smith. Arenaria euodonta ingår i släktet narvar, och familjen nejlikväxter. Inga underarter finns listade i Catalogue of Life.